# Artur Szrejter
Artur Szrejter (ur. 17 lutego 1971 w Warszawie) – polski autor książek popularnonaukowych, pisarz fantasy, publicysta, redaktor, tłumacz.
Ukończył archeologię na Uniwersytecie Warszawskim, specjalizując się w pradziejach ludów germańskich i pogańskiej religii Germanów.
Należał do grupy literackiej Klub Tfurców i był redaktorem fanzinu literackiego grupy – Fantom. Zadebiutował opowiadaniem Wieszczy („Fenix” 1/1991; nominacja do Nagrody im. Janusza Zajdla). Ten i kilka kolejnych tekstów Szrejtera zapoczątkowały w Polsce nurt „słowiańskiej fantasy” umieszczonej w realiach dawnej Słowiańszczyzny. Jego opowiadania były tłumaczone na czeski i słowacki.
Zajmuje się pisaniem opracowań popularnonaukowych z zakresu wierzeń pogańskich Germanów, historii walk Słowian nadbałtyckich ze skandynawskimi wikingami oraz dziejów „barbarzyńskich” ludów dawnej Europy. Jest autorem licznych recenzji literackich, artykułów kulturoznawczych i popularnonaukowych oraz felietonów, zamieszczanych w czasopismach oraz jako posłowia lub komentarze do książek i komiksów o tematyce historycznej. Napisał wiele artykułów z dziedziny RPG oraz podręcznik Świat Almohadów, będący rozszerzeniem gry Kryształy Czasu. Uczestniczy w promocji polskiej literatury fantastycznej, także za granicą (Czechy, Słowacja, Niemcy, Szwajcaria), a wśród odbiorców fantastyki propaguje wiedzę o historii i religioznawstwie.
Od połowy lat 90. pracował jako redaktor w czasopismach, m.in. „Fantasy Komiks”, „Fenix”, „Magia i Miecz”, „Odkrywca tajemnic świata”, „Świat Komiksu”. Od 1997 roku jest redaktorem komiksów w wydawnictwie Egmont (m.in. opracował zbiorcze wydania klasyki polskiego komiksu, np. serii Kajtek i Koko Janusza Christy czy wczesnych historii z cyklu Tytus, Romek i A’Tomek Henryka Chmielewskiego), okazjonalnie tłumaczy także komiksy. Od 2008 roku w Instytucie Wydawniczym Erica jest redaktorem prowadzącym i merytorycznym książek historycznych (powieści, opracowań popularnonaukowych oraz historycznej fantasy).
Jego żoną jest tłumaczka Maria Mosiewicz.

## Publikacje

### Książki popularnonaukowe
Seria Wierzenia Germanów:
- Mitologia germańska. Opowieści o bogach mroźnej Północy I wyd.: Przedświt, Warszawa 1997; II wyd.: L&L, Gdańsk 2006; III wyd.: Maszoperia Literacka, Gdańsk 2011[4]
- Demonologia germańska. Duchy, demony i czarownice Maszoperia Literacka, Gdańsk 2011[5]
- Bestiariusz germański. Potwory, olbrzymy i święte zwierzęta Maszoperia Literacka, Gdańsk 2012[6]
- Herosi mitów germańskich. Tom I: Sigurd pogromca smoka i inni Wölsungowie, Instytut Wydawniczy Erica, Warszawa 2015[7]
- Herosi mitów germańskich. Tom II: Sigurd bohater Północy, Instytut Wydawniczy Erica, Warszawa 2016[8]

Seria Wojny wikingów i Słowian:
- Wielka wyprawa księcia Racibora. Zdobycie grodu Konungahela przez Słowian w 1136 roku, Instytut Wydawniczy Erica, Warszawa 2013[9]
- Pod pogańskim sztandarem. Dzieje tysiąca wojen Słowian połabskich od VII do XII wieku, Instytut Wydawniczy Erica, Warszawa 2014[10] (nagroda czytelników za najlepszą historyczną książkę roku 2014 w kategorii „Okiem badacza” w plebiscycie „Historia Zebrana” portali HistMag.org i Granice.pl)[11]

Poza seriami:
- Legenda wikingów. Opowieści o Ragnarze Lodbroku, jego żonach i synach, Instytut Wydawniczy Erica, Warszawa 2017 ISBN 978-83-65310-82-8

### Wybrane opowiadania
(opublikowane w czasopismach ogólnopolskich)
- Wieszczy („Fenix” 1/1991)
- Król Północy („Voyager” nr 1, 1991)
- Czerty Welesa („Fenix” 3/1992)
- Karzeł z Wyspy Brzóz („Voyager” nr 4, 1992)
- Przyszliśmy od Wielkich Piasków („Voyager” nr 5, 1992-1993)
- Misterium tremendum („Nowa Fantastyka” 1/1993)
- Księżycowa kotka („Fenix” 6/1993)
- Azra’il („Fenix” 7/1994)
- Szalona Grieta: Pijani straceńcy („Fenix” 9/1996)
- Szalona Grieta: Korowód ślepców („Fenix” 7/1997)
- Sprawa Lokera („Nowa Fantastyka” 12/1997; antologia Robimy rewolucję, Prószyński i S-ka, Warszawa 2000)
- Szalona Grieta: Ziemia i Morze („Fenix” 2/1998)
- Plansza głupców („Nowa Fantastyka” 10/2000)
- Skrzynia z Zamku Anioła (antologia Demony, Fabryka Słów, Lublin 2004)[12]
- Shamballach (antologia Niech żyje Polska. Hura! tom 2, Fabryka Słów, Lublin 2006)[13]
- Na drodze do Gotengau („Fantastyka – wydanie specjalne” 4 [41] 2013)

### Wybrane artykuły i opracowania
- Pierwsza dekada polskiej fantasy (wspólnie z Tomaszem Kołodziejczakiem; „Fenix” 4/1990)
- Z maczugą w łapie, czyli rola barbarzyńcy w fantasy („Fenix” 1/1992)
- Amfiktionie słowiańskie? („Archeopteryx” 1/1994)
- Giger Bar („Nowa Fantastyka” 12/1995)
- Pożytek z wielbłąda („Dragon. Magazyn Historyczny” 1/1996)
- Grody piastowskie („Dragon. Magazyn Historyczny” 2/1996)
- Upadek „świętej stolicy” wikingów („Dragon. Magazyn Historyczny” 2/1996)
- Kanut Wielki władcą Panskandynawii („Dragon. Magazyn Historyczny” 1/1998)
- Wyprawa Dziesięciu Tysięcy Greków („Dragon. Magazyn Historyczny” 1/1999)
- Mitologia germańska w świecie Thorgala („Świat Komiksu” nr 19, wrzesień 2000)
- Druga dekada polskiej fantasy („Fantom” nr 11, wrzesień 2000)
- Polish Fantasy and Science Fiction Writers (katalog polskich pisarzy fantastów na Targi Książki we Frankfurcie nad Menem; Art-Media, Warszawa 2000)
- Alternatywny świat „Trzeciego Testamentu” (posłowie do cyklu komiksowego Trzeci Testament t. 1-4, Egmont 2002-2003)
- Germański bedeker („Nowa Fantastyka” 10/2006)
- Sinobrody z Gambais (posłowie do komiksu Henri Desire Landru, Egmont 2009)
- Słownik dawnej gwary warszawskiej i przestępczej (dodatek do komiksu Krzyk ludu, Egmont 2010)
- Walkirie – uskrzydlone piękności z pola walki (Informator Filharmonii Łódzkiej i Metropolitan Opera w Nowym Jorku do premiery opery Richarda Wagnera Walkiria, Łódź 2011)
- Dwa oblicza jednego herosa: Sigurd mądry i Siegfried waleczny (Informator Filharmonii Łódzkiej i Metropolitan Opera w Nowym Jorku do premiery opery Richarda Wagnera Siegfried, Łódź 2011)
- Kiedy święty Mikołaj był kobietą („Science Fiction, Fantasy i Horror” 12/2011)
- Przeznaczenie, „zmierzch” i chciwi Burgundowie (Informator Filharmonii Łódzkiej i Metropolitan Opera w Nowym Jorku do premiery opery Richarda Wagnera Zmierzch bogów, Łódź 2012)
- Polska bida Zimowych Nocy („Science Fiction, Fantasy i Horror” 2/2012)
- Smoki niebanalne („Nowa Fantastyka” 02/2012)
- Niebezpieczne zabawy z Lokim („Nowa Fantastyka” 04/2012)
- *Spalić staruchę! I utopić! („Science Fiction, Fantasy i Horror” 4/2012)
- Waleczny – rzecz o Bolesławie Chrobrym („How It Works” 2 [maj]/2012)
- Parsifal – zbawiciel z lasu (Informator Filharmonii Łódzkiej i Metropolitan Opera w Nowym Jorku do premiery opery Richarda Wagnera Parsifal, Łódź 2013)
- Krasnoludy i ich brodate żony („Nowa Fantastyka” 1/2014)
- cykl artykułów o średniowiecznych Słowianach na WP.pl Historia (od maja 2014)
- Słowiański podbój Niemiec („Historia Do Rzeczy” 1/2015)